# Longinus (helgon)
Longinus är enligt medeltida och vissa moderna kristna traditioner namnet på den romerske soldat som genomborrade Jesus i sidan med sin lans när han var på korset (Johannesevangeliet 19:34). Legenden om Longinus identifierar denna soldat med den centurion som närvarade och vittnade: "Den mannen måste ha varit Guds son" (Matteusevangeliet 27:54, Markusevangeliet 15:39).

## Legendens ursprung
Soldaten nämns inte vid namn i evangelierna. Namnet Longinus kommer från det pseudoepigrafiska Nikodemusevangeliet som bifogades till de apokryfa Pilatusakterna. Hagiografen Sabine Baring-Gould observerade att namnet Longinus inte var känt för grekerna före patriarken Germanus år 715: "Det infördes bland västerlänningarna genom det apokryfa Nikodemusevangeliet. Det finns ingen tillförlitlig källa för detta helgons heliga handlingar och martyrskap". Namnet är förmodligen en latiniserad form av det grekiska λόγχη (lóngche), en lans.
Lansen som användes är känd som den heliga lansen eller mer nyligen, särskilt i ockulta kretsar, som "ödets spjut". Det påträffades i Jerusalem på 500-talet. Som "Longinus lans" figurerar spjutet i legenden om den heliga graal. I medeltida folksägner, såsom Legenda aurea, botade Jesu blod Longinus blindhet.
Longinus kropp återfanns och gick förlorad två gånger, hävdades att ha hittats ännu en gång i Mantua år 1304 tillsammans med den Heliga lansen färgad av Kristi blod, varmed Longinus roll förlängdes till att han skulle ha hjälpt till att tvätta Kristi kropp när den togs ner från korset. Kvarlevorna gav upphov till en ny kult i Bologna i slutet av 1200-talet, sporrad av graal-legenden, den lokala traditionen av eukaristiska mirakel samt kapellet helgat till Longinus och det Heliga Blodet i benediktinklostret basilikan Sant'Andrea.
Relikerna delades upp och sändes till Prag och till andra platser. Kroppen fördes till kyrkan Sant'Agostino i Rom. På Sardinien hävdades det också att Longinus kropp hade återfunnits. Grekiska källor antyder att han led martyrdöden i Gabala i Kappadokien.

## Dagens vördnad
Longinus vördas i allmänhet som martyr inom Romersk-katolska kyrkan, östortodoxa kyrkan och armeniska apostoliska kyrkan. I den romerska martyrologin nämns han, utan någon antydan om martyrskap, i följande ordalag: "Sankt Longinus vördas som den soldat som med sin lans öppnade sidan på vår korsfäste Herre." I den armeniska apostoliska kyrkan firas hans helgondag den 22 oktober.
Statyn föreställande den helige Longinus (bilden ovan), en av fyra i korsmitten i Peterskyrkan, utfördes av Giovanni Lorenzo Bernini 1631–1638. Även spjutspetsen från den Heliga lansen bevaras i Peterskyrkan. Det finns även en konkurrerande lans, med sin egen historia, som förvaras i Hofburg i Wien.

## Populärkultur
- I Mannen från Nasaret, en film av George Stevens från 1965, uppträder skådespelaren John Wayne i en kort kamé som Longinus.[7]

## Galleri

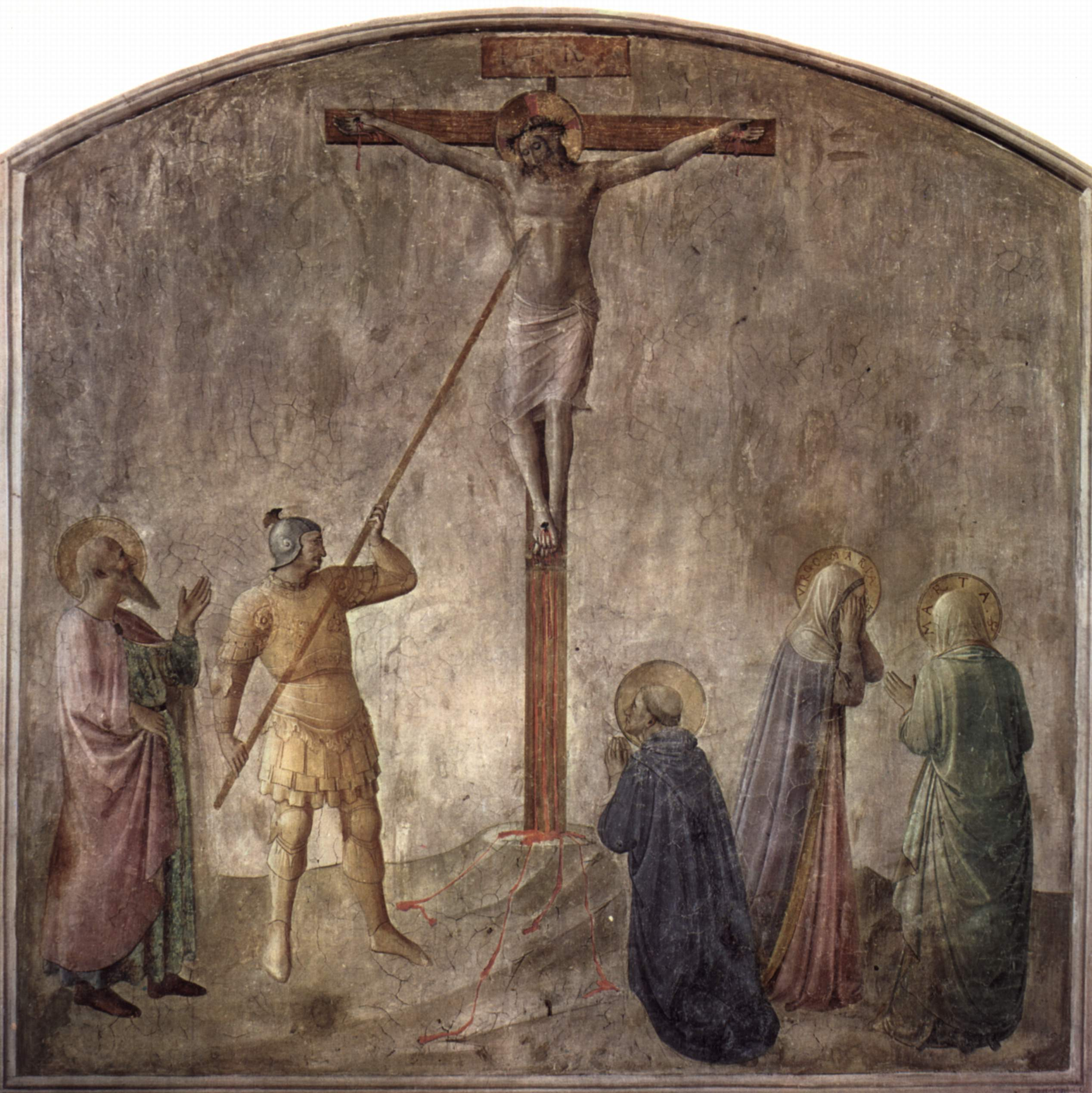
Longinus genomborrar Jesus i sidan. Fresk av Fra Angelico.
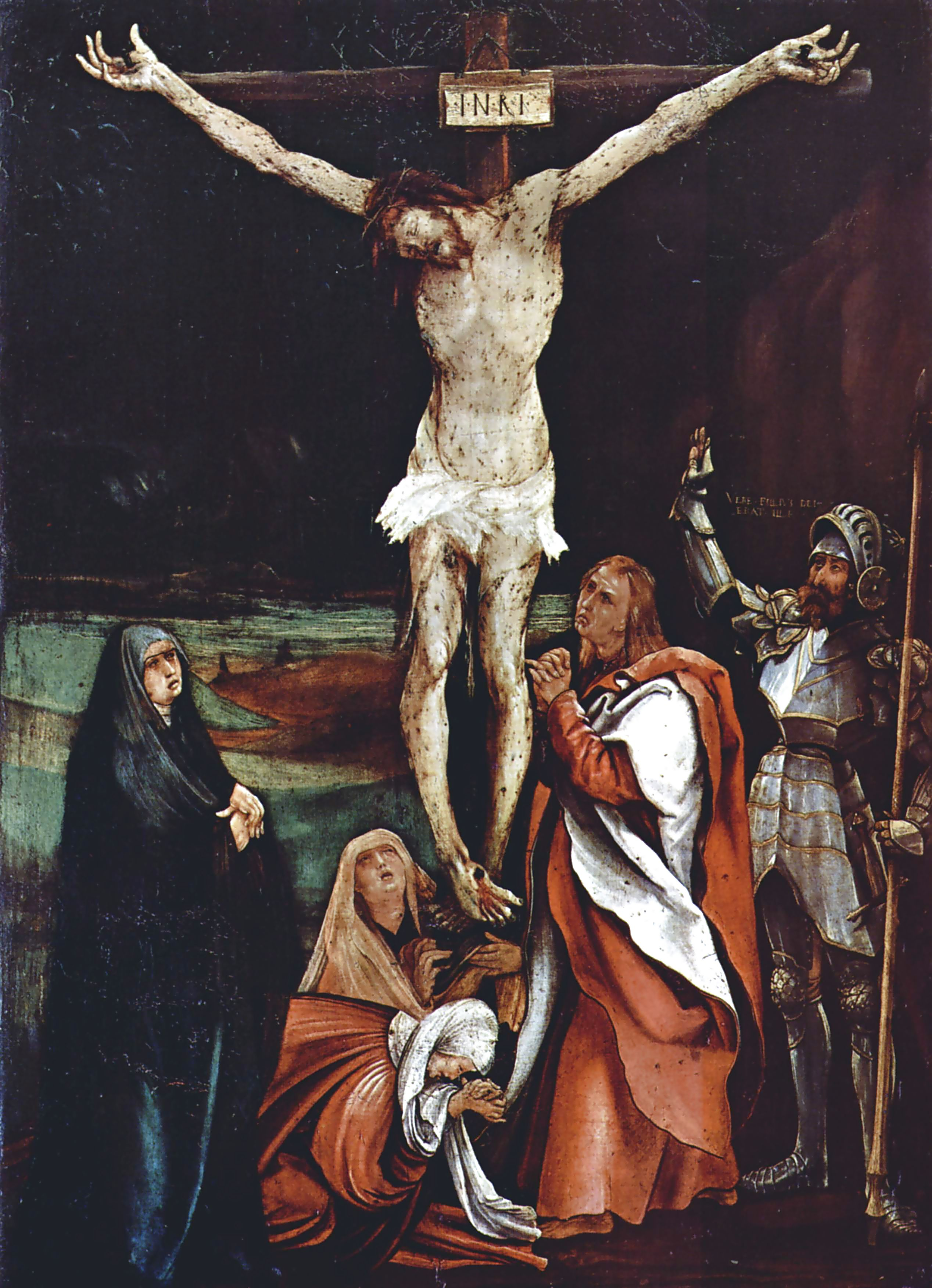
Kristus på korset, de tre Mariorna, Johannes evangelisten och Sankt Longinus. Målning av Matthias Grünewald.
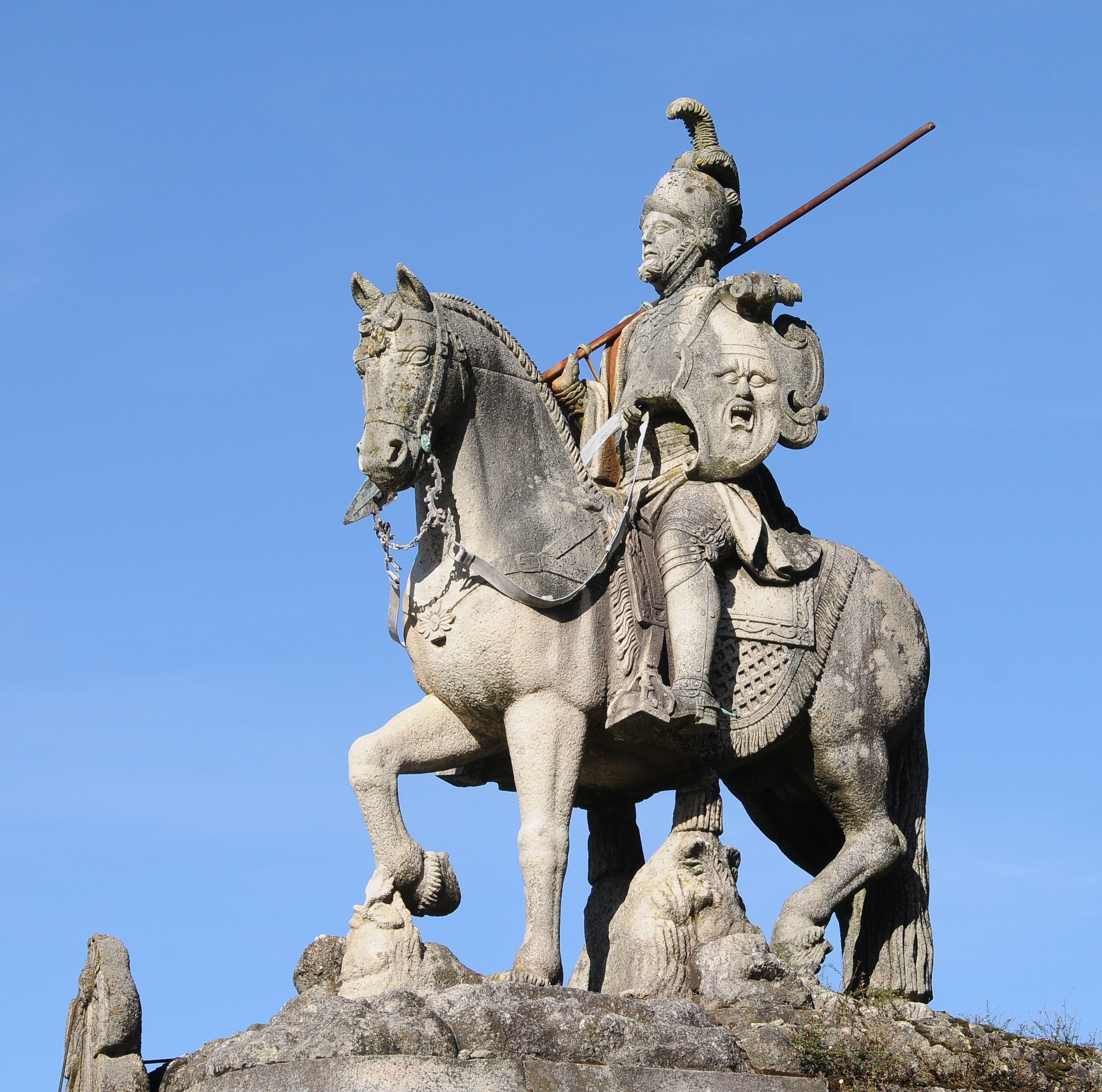
Sankt Longinus vid helgedomen Bom Jesus do Monte.